# Mount Veeder AVA
Mt. Veeder AVA (oder Mount Veeder American Viticultural Area, anerkannt seit dem 13. Dezember 1993) ist ein Weinbaugebiet im US-Bundesstaat Kalifornien und ist Teil der überregionalen Napa Valley AVA. Ein Großteil der Rebflächen liegen am Fuß der Mayacamas Mountains. Aufgrund der Steilheit des Geländes sind die Rebflächen stärker besonnt und der Boden ist gut drainiert. Aufgrund des Bodens vulkanischen Ursprungs ist der Temperaturunterschied zwischen Tag und Nacht jedoch noch ausreichend hoch, um qualitativ gute Weine zu erzeugen.